# Salfit
Salfit (arabisch سلفيت, DMG Salfīt) ist eine Kleinstadt in den Palästinensischen Autonomiegebieten. Sie liegt 26 Kilometer südwestlich von Nablus. Salfit ist die Hauptstadt des gleichnamigen Regierungsbezirks Salfit.

## Geographie
Drei Kilometer nördlich von Salfit errichteten die Israelis 1978 die Siedlung Ariel. Die Siedlung und ihre Befestigungsanlagen schneidet Salfit von seiner Nachbarstadt Marda und angrenzenden Gemeinden ab, die nördlich von Ariel liegen.

## Namensherkunft
Salfit ist eine alte kanaanitische Stadt, die etwa 5000 Jahre alt ist. Der kanaanitische Name besteht aus zwei Silben sal / سل / ‚Korb‘ und fīt / فيت / ‚Trauben‘, somit bedeutet der Name der Stadt „der Traubenkorb“.

## Topographie
Die Stadt liegt am Längengrad 32° 5' Nord und am Breitengrad 35° 11' Ost. Die Stadt liegt auf einem Hügel und zwischen zwei Tälern. Der höchste Punkt der Stadt liegt 570 m über dem Meeresspiegel und zwar im nordöstlichen Teil der Stadt. Der nordwestliche Eingang der Stadt liegt auf 550 m Höhe. Die Altstadt liegt zwischen 520 m und 530 m Höhe. Der tiefste Punkt der Stadt liegt im Westen und beträgt 440 m.

## Wirtschaft
Als Hauptstadt des Regierungsbezirks entwickelte sich die Stadt zum wirtschaftlichen Zentrum der Region. Salfit selbst ist eine agrarwirtschaftliche Stadt. Es ist für seine Olivenhaine bekannt. Hauptprodukte sind Olivenöl, Oliven, Trauben, Feigen, Äpfel (eine gelbrote und kleine Sorte, die den Namen der Stadt trägt), Aprikosen etc.

## Einwohner
Die Stadtbevölkerung beträgt im Jahr 2007 10.021 Einwohner. Die Einwohner der Stadt teilen sich in zwei große Stämme. Der Stamm der بنيمرة Banīmra ist der älteste Stamm in der Stadt und hieß Banī Nimra / بني نمرة aber im Laufe der Zeit wurde der Name abgekürzt. Der zweite Stamm sind die al-Hawtarī / الحوتري / al-Ḥautarī. Dieser Stamm stellt einen Teil der Nachkommen der ägyptischen abbasidischen Kalifen-Dynastie dar.

## Stadtrat
Der Stadtrat in Salfit setzt sich aus 15 gewählten Mitgliedern zusammen. Der Stadtrat hat folgende Zusammensetzung (2010):
1. Tahseen Slimi: Bürgermeister
2. Abdelraheem Jawdat: stellv. Bürgermeister
3. Abdelraheem Odeh
4. Ibraheem Khamees AL Hamad
5. Dr. Samir Rammal
6. Dr. Bassam Madi
7. Dr. Mohammad AL-masri
8. Jamal Yasin
9. Ibrahim Abu-Madi
10. Naser Maali
11. Talat Zohod
12. Husein AL-Bishir
13. Fatheyeh Jawdat
14. Majeda Matar
15. Rafat Alqam

## Schulausbildung
In Salfit Stadt und Bezirk gibt es insgesamt 43 Schulen aller Stufen und Klassen. Zusätzlich zum regulären Schulwesen gibt es in Salfit berufsbildende Schulen für handwerkliche Berufe. Die „Al Quds Open University“ hat einen Zweig in Salfit mit einem weitgefächerten Angebot errichtet.